# Hot Like Summer
Hot Like Summer – singel polskiej piosenkarki Margaret i hiszpańsko-niemieckiego piosenkarza Álvaro Solera. Utwór pochodzi z piątego solowego albumu studyjnego Margaret, pt. Siniaki i cekiny. Singel został wydany 12 stycznia 2024.

## Geneza utworu i historia wydania
Utwór napisali i skomponowali Małgorzata Jamroży, Piotr Kozieradzki, Álvaro Soler, Bhavik Pattionki i Ryan Bickley.
Zostały stworzone dwie wersje piosenki, pierwsza – polsko-hiszpańska (tzw. „WAW”), druga – angielsko-hiszpańska (tzw. „AGP”).
Singel ukazał się w formacie digital download 12 stycznia 2024 w Polsce za pośrednictwem wytwórni płytowej Gaja Hornby Records w dystrybucji Sony Music Entertainment Poland. Piosenka została umieszczona na piątym solowym albumie studyjnym Margaret – Siniaki i cekiny.

## Teledysk
Do obu wersji utworu powstał teledysk w reżyserii Pawła Grabowskiego, który udostępniono w dniu premiery singla za pośrednictwem serwisu YouTube.

## Lista utworów
- Digital download[2]

1. „Hot Like Summer” (WAW) – 2:57
2. „Hot Like Summer” (AGP) – 2:56